# Poeta quadrinotata
Poeta quadrinotata är en fjärilsart som beskrevs av Walker 1865. Poeta quadrinotata ingår i släktet Poeta och familjen nattflyn. Inga underarter finns listade i Catalogue of Life.